# Donte Whitner
Donte Whitner (født 24. juli 1985 i Cleveland, Ohio, USA) er en amerikansk footballspiller, der spiller i NFL som safety for Cleveland Browns. Han blev oprindelig draftet af Buffalo Bills i 2006, og har også spillet for San Francisco 49ers.
Whitner blev draftet med det 8. draftvalg i 2006-draften, og levede op til forventningerne den efterfølgende sæson. Her sørgede hans præstationer blandt andet for at han blev valgt til årets rookie-hold, en samling af ligaens bedste førsteårsspillere.

## Klubber
- Buffalo Bills (2006–2010)
- San Francisco 49ers (2011–2013)
- Cleveland Browns (2014–)